# This Ain’t Two and a Half Men XXX
This Ain’t Two and a Half Men XXX bzw. This Ain’t Two and a Half Men ist eine Porno-Parodie über die Sitcom Two and a Half Men.

## Szenen
Wie bei vielen Parodien aus dem Hause Hustler Video, deren Titel alle mit This Ain’t… beginnen, ist die eigentliche Story nur ein Vehikel für verschiedene Sexszenen aus dem Hardcore-Bereich. Dabei basiert der Film lose auf einer Doppelepisode der 3. Staffel der Originalserie.
Wie bei der Serie geht es um ein ungleiches Brüderpaar. Während Charlie, gespielt von Evan Stone, sexuell aktiv ist, trauert Alan, gespielt von James Deen, seiner Ex Judith hinterher. Charlie fickt sich dann durch die weitere Handlung des Pornos um Andy mit seiner geliebten Kandi wiederzuvereinigen, was ihm schließlich gelingt. Wie in der Serie werden an verschiedenen Stellen Lacher eingespielt.
- Szene 1. Madison Ivy, Evan Stone
- Szene 2. Jenna Presley
- Szene 3. Brooke Lee Adams, Jamey Janes, Evan Stone
- Szene 4. Jenna Presley, James Deen
- Szene 5. Dylan Ryder, Eric John

## Produktion und Veröffentlichung
Produziert und vermarktet wurde der Film von Hustler Video. Drehbuch und Regie stammen von Marc Star, wobei den beiden Hauptdarstellern Evan Stone und James Deen viel Platz für Improvisationen gelassen wurde.
Erstmals wurde der Film am 2. November 2010 als DVD und Blu-Ray in den Vereinigten Staaten veröffentlicht.

## Nominierungen
- AVN Award 2012 in der Kategorie Best Solo Sex Scene für Jenna Presley[4]